# Église Saint-Henri de Woluwe-Saint-Lambert
 (août 2025).
Si vous disposez d'ouvrages ou d'articles de référence ou si vous connaissez des sites web de qualité traitant du thème abordé ici, merci de compléter l'article en donnant les références utiles à sa vérifiabilité et en les liant à la section « Notes et références ».
Pour les articles homonymes, voir Église Saint-Henri.
L’église Saint-Henri (en néerlandais : Sint-Hendrikskerk) est un édifice religieux catholique de style néogothique sis sur le parvis Saint-Henri, à Woluwe-Saint-Lambert (Bruxelles). Édifiée, sans clocher, au début du XXe siècle, l'église est lieu de culte de la paroisse du même nom. Le bâtiment est classé au patrimoine national depuis 2004.

## Histoire
La paroisse Saint-Henri a été créée en 1901 dans le haut de Woluwe-Saint-Lambert, en réponse à l'extension du quartier Linthout et de l'avenue Georges Henri. Une école paroissiale a été ouverte immédiatement, la troisième école de Woluwe-Saint-Lambert à l'époque.[réf. nécessaire]
L'initiative du projet de construction de l'église Saint-Henri revient au roi Léopold II, qui admirait particulièrement l'ancienne église du Couvent des dominicains de Gand, démolie au XIXe siècle. Il conseilla au curé de la nouvelle paroisse de s'inspirer de ce modèle gantois. L'église est dédiée à Saint Henri II, duc de Bavière et empereur romain germanique du XIe siècle.[réf. nécessaire]
La construction a durée de 1908 à 1911,, sous le patronage d'Henri Dietrich, financier et futur baron de Val-Duchesse, alors résident de la propriété Beckers.
En 2018, débute un chantier de rénovation de l'église, financé à hauteur de plus de 6 millions d'euros par la Région de Bruxelles-Capitale.

## Architecture
L'église a été conçue par l'architecte Julien Walckiers (1870-1929), pour qui cette réalisation est considérée comme une œuvre maîtresse.[réf. nécessaire] Elle est une reproduction de l'ancienne église du couvent des Dominicains de Gand, datant de 1246, de style néogothique de la première époque ogivale.
La façade principale comprend cinq travées. La nef unique, large, est éclairée par trois travées percées de verrières en arc brisé avec des lancettes et des rosaces à remplages polylobés.
La nef est couverte d'un berceau brisé, avec des colonnettes engagées. Dix chapelles transversales de chaque côté sont reliées par des arcs brisés, visibles en façades latérales sous forme de pignons rampants décorés d'un fleuron. La toiture est une bâtière recouverte d'ardoises. L'église présente la particularité d'avoir ses contreforts à l'intérieur du bâtiment, plutôt qu'à l'extérieur.[réf. nécessaire]
L'intérieur présente également un baldaquin sur l'autel, orné d'acrotères en forme d'anges. Le chemin de croix a été peint par Jean-Roch Collon dans un style symboliste.
Les travaux de restauration entrepris à partir de 2018 incluent le renforcement des fondations, la réfection de la toiture, la restauration des maçonneries avec un rejointoiement complet des pierres, la restauration des vitraux, ainsi que le renouvellement de l'installation électrique.

## Orgue et musique
L'église dispose de deux orgues : un orgue romantique de la fin du XIXe siècle avec un buffet anglais, et un orgue néogothique de tribune d’un facteur anglais anonyme du début du XXe siècle. Un orgue moderne de tribune, construit en 1950 par Cécile Stevens, est également présent.
L'harmonie des Aveugles, associée à l'institut royal des aveugles, sourds et muets de l'Avenue Geroges-Henri à proximité, participait à l'accompagnement des processions et fêtes paroissiales.

## Patrimoine
- Une triple verrière orne la façade principale (sur le parvis) dont la partie centrale a 17 mètres de hauteur. Les verrières des flancs latéraux de l'église ont 9 mètres de haut. Les vitraux qui les meublèrent furent ajoutés dans les années 1950. Ils illustrent de nombreuses scènes tirées des quatre évangiles.
- Les 14 stations du chemin de croix constituent une série de peintures sur toiles à l'imitation de fresques qui sont œuvres de l'artiste Jean-Roch Collon (1894-1951).
- L'orgue original, placé dans la tribune se trouvant à gauche du sanctuaire, est de facture anglaise. L'accouplement de jeux avec un orgue acquis en 1985 se révéla funeste. Un nouvel orgue fut installé en 1993.